# Louis Aureglia-Cima
Louis Aureglia-Cima, né le 14 mai 1892 à Monaco, où il est mort le 8 mai 1965, est une personnalité politique monégasque. Maire de la commune de Monaco de 1933 à 1944, il a également été président du Conseil national et membre du Conseil de la Couronne.

## Source et références
- Annuaire des artistes de Monaco

1. ↑  Archives de la mairie de Monaco, année 1892, acte de naissance no 111, vue 57/149, avec mention marginale de décès